# 북게르만족
 북게르만족은 북게르만어를 사용하는 게르만 민족을 일컫는다. 대표적인 북게르만족으로는 바이킹으로 잘 알려진 노르드인들이 있다.

## 같이 보기
- 하플로그룹 R1a (Y-DNA)